# Metreletus
Metreletus is een geslacht van haften (Ephemeroptera) uit de familie Ameletidae.

## Soorten
Het geslacht Metreletus omvat de volgende soorten:
- Metreletus balcanicus
- Metreletus micus
- Metreletus omelkoi